# Шелдон, Сидни
Сидни Шелдон  (англ. Sidney Sheldon, настоящее имя Сидни Шехтель  (англ. Sidney Schechtel), 11 февраля 1917, Чикаго — 30 января 2007, Ранчо-Мираж) — американский писатель и сценарист.

## Ранние годы
Сидни Шелдон родился в Чикаго, штат Иллинойс, в еврейской семье. Отец работал в ювелирном магазине. Родители его матери Натали Маркус эмигрировали в Америку из небольшого селения под Одессой, спасаясь от погромов. Первые его стихи были опубликованы, когда мальчику исполнилось 10 лет. 

## Карьера
Карьера Шелдона началась в 1937 году в Голливуде, где он писал сценарии к фильмам категории «B».
В первые годы Второй мировой войны он служил в авиации. После того, как его подразделение в 1941 году было расформировано, Шелдон вернулся к гражданской жизни и начал писать мюзиклы для бродвейских постановок и в то же время продолжал писать сценарии для студий. Его сценарии покупали студии MGM и Paramount Pictures.
С 1963 года Шелдон начинает писать сценарии телесериалов, благодаря которым он достиг невероятной популярности. В 1970 году Шелдон написал свой первый роман «Сорвать маску», за который получил премию Эдгара По. Его романы переведены на 51 язык и изданы тиражом свыше 300 миллионов экземпляров в более чем 180 странах, по его сценариям снято 25 фильмов. Его имя стало синонимом слова «бестселлер».
За заслуги перед литературой и кинематографом в 1982 году Сидни Шелдон получил именную звезду на голливудской «Аллее славы». Кроме того, его имя присутствует в Книге рекордов Гиннесса как самого «переводимого» автора в мире.

## Личная жизнь
В 1945—1948 годах Шелдон был женат на Джейн Кауфман Хардинг. Позже он написал «К сожалению, меньше чем через месяц, Джейн и я поняли, что мы совершили ошибку… Мы провели следующие девять месяцев, напрасно пытаясь заставить брак работать».
В течение 30 лет Шелдон был женат на Джорджии Картрайт, актрисе, которая позже стала дизайнером интерьеров. Джорджия умерла от сердечного приступа в 1985 году. В 1989 году он женился на Александре Костофф. Его единственным ребёнком является дочь Мэри Шелдон.
Сидни Шелдон умер 30 января 2007 года в возрасте 89 лет от двусторонней пневмонии на Ранчо-Мираж, Калифорния.

## Романы
- Сорвать маску / The Naked Face (1970) (Другие названия: «Обнаженное лицо»; «Без маски»; «Лицо без маски»; «Истинное лицо»; «Дон Винтон»)
- Оборотная сторона полуночи / The Other Side of Midnight (1973)
- Незнакомец в зеркале / A Stranger in the Mirror (1976)
- Узы крови / Bloodline (1977)
- Гнев ангелов / Rage of Angels (1980)
- Интриганка / Master of the Game (1982)
- Если наступит завтра / If Tomorrow Comes (1985)
- Мельницы богов / Windmills of the Gods (1987)
- Пески времени / The Sands of Time (1988)
- Полночные воспоминания / Memories of Midnight (1990)
- Конец света / The Doomsday Conspiracy (1991)
- Звезды сияют с небес / The Stars Shine Down (1992)
- Ничто не вечно / Nothing Lasts Forever (1994)
- Утро, день, ночь… / Morning, Noon, and Night (1996)
- Тонкий расчёт / The Best Laid Plans (1997)
- Расколотые сны / Tell Me Your Dreams (1998)
- Рухнувшие небеса / The Sky is Falling (2001)
- Ты боишься темноты? / Are You Afraid of the Dark? (2004)
- Обратная сторона успеха / The Other Side of Me (2005) (автобиография)

## Экранизации
- Оборотная сторона полуночи (1976)
- Кровная связь (1979)
- Интриганка (1982)
- Ярость ангелов (1983)
- Сорвать маску (1984)
- Если наступит завтра (1986)
- Ярость ангелов 2 (1986)
- Мельницы богов (1988)
- Полночные воспоминания (1990)
- Звезда шерифа (1991)
- Пески времени (1992)
- Ничто не вечно (1995)
- Незнакомец в зеркале (1993)

## Награды
- 1947 год — премия «Оскар» за лучший оригинальный сценарий за фильм «Холостяк и девчонка»
- 1959 год — премия «Тони» за сценарий мюзикла «Рыжая»
- 1971 год — премия Эдгара Аллана По в категории «Лучший первый роман» за роман «Сорвать маску»